# مجلة

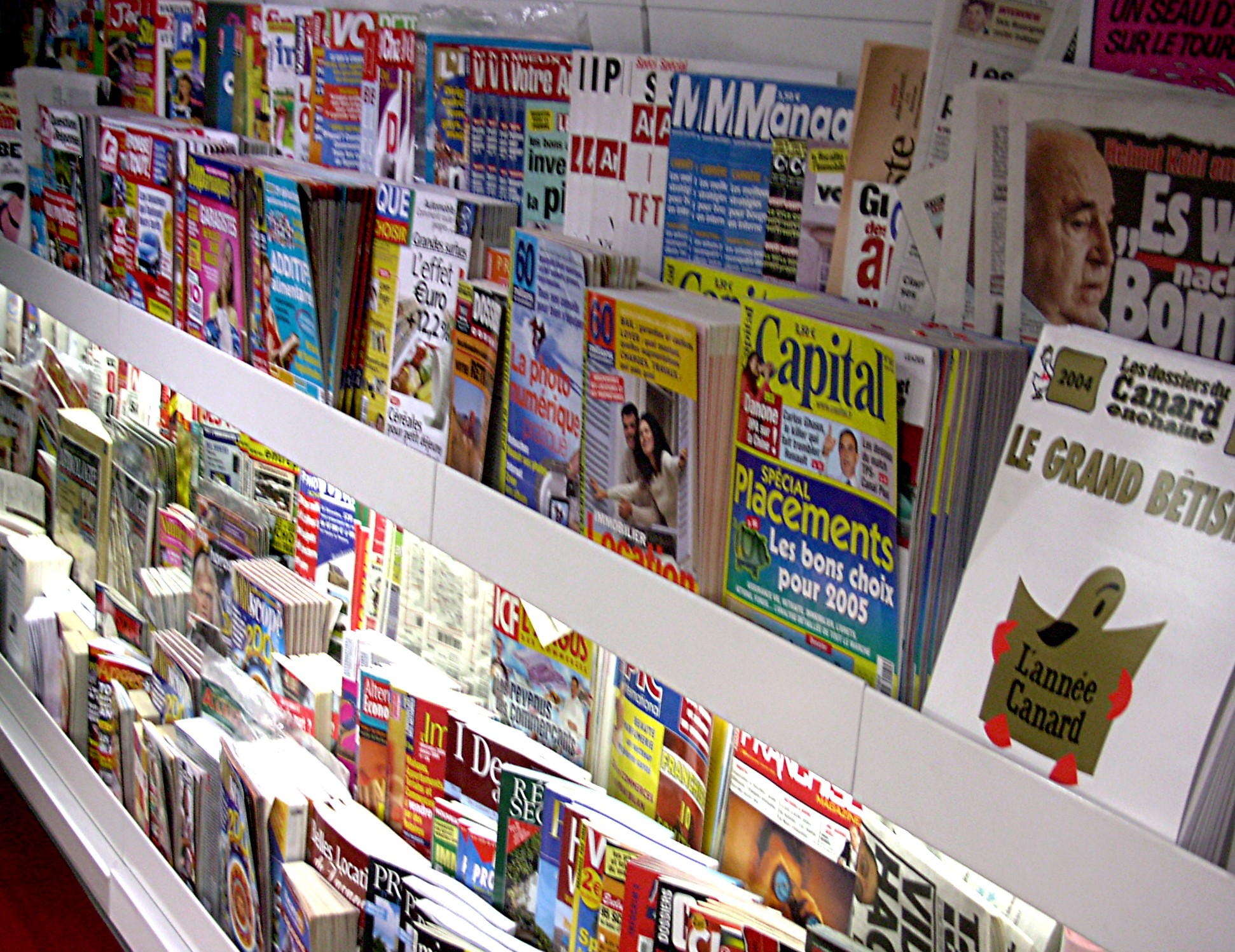
مجلات على الرفوف

المجلة هي منشور يصدر بشكل دوري، وتحتوي على العديد من المقالات المختلفة. تقدم المجلات مجموعة متنوعة من المعلومات والآراء ووسائل التسلية والترفية، وقد تغطي الأحداث الجارية والأزياء وتناقش الشؤون الخارجية والداخليه، أو تشرح كيفية إصلاح المعدات وإعداد الطعام. وتشمل الموضوعات المنشورة في المجلات، الأعمال التجارية، والثقافية، والأحداث الجارية، والهوايات، والطب، والسياسة، والدين، والعلوم، والرياضة بالإضافة إلى الأدب القصصي، والشعر، والتصوير وتختلف المجلات عن الجرائد من حيث الشكل والمضمون. فالمجلات مصممة للاحتفاظ بها مدة أطول من الجرائد. ولهذا تكون أصغر حجما وأفضل شكلا. ومن حيث المضمون فإن المجلات أقل اهتماما بالأحداث سريعة التغير.
وتختلف المجلة عن الجريدة إلا أن كلاهما يدخل تحت تصنيف «الصحيفة» كما يطلق على من يعمل بالمجلة «صحفي».

## تاريخ
تعتبر مجلة السيد (The Gentleman's Magazine) التي أصدرت في عام 1731 لأول مرة في لندن هي أول مجلة موجهة لعامة الناس. وكان إدوارد كيف هو أول من استخدم كلمة "magazine" وتعود كلمة مجلة Magazine إلى الكلمة الفرنسية Magazin المأخوذة عن كلمة «مخزن» العربية، وقد استعمل هذا المصطلح، تاريخياً، لأول مرة، عام 1731، ليصف الصحيفة التي لها شكل الجريدة، متنوعة المحتوى؛ وذلك لأن الجريدة مخصصة، بشكل محدد، للأخبار والأخبار السريعة والمحلية، بينما تقدم المجلات قصصاً، ومقالات، ودراسات جادة، ومواد أخرى للتسلية.
ولعل أكثر التعريفات قبولا، ً هو تعريف فرانك لوثرموت، للمجلة بأنها: «مطبوع مغلف، يصدر بشكل دوري، طويل أو قصير، ويحتوي على مادة مقروءة متنوعة».

## أنواع المجلات
تنقسم المجلات عادة إلى قسمين متخصصة وتسمى أيضا مجلات تجارية وفنية وهي تلبي الاهتمامات الخاصة برجال الأعمال والصناعة والحرفيين، ومجلات المستهلكين وهي تلبي الاهتمامات الأوسع للجماهير وتكتظ بها مكتبات ومحلات بيع الصحف، وتشمل:
- مجلات الأطفال وتقدم هذه المجلات قصصًا وفكاهات وموضوعات تهم الأطفال.
- مجلات الهوايات ويضم جمهور مجلات الهوايات جامعي العملات المعدنية، والطوابع، وغيرها. كما يضم المهتمين برياضات، أو ألعاب خاصة، أو بزخرفة البيوت، أو أعمال البساتين، أو التصوير.
- المجلات الفكرية وتقدم المجلات الفكرية تحليلاً عميقًا للأحداث الجارية، والثقافية، والسياسية. وتشمل هذه المنشورات: مجلات الرأي التي تناقش الأحداث الجارية، الاقتصادية، أو السياسية، كما تنشر الأدب القصصي والشعر.
- مجلات علمية وتهتم بأمور العلوم والأبحاث العلمية، وتصدر عن مؤسسات علمية مرموقة، وتعتبر الوسيلة لنشر البحوث العلمية ومرجعاً لطالبي العلوم. ومن أهمها المجلات العلمية الطبية التي تصدر عن المؤسسات الطبية ونقابات الأطباء وتنشر آخر ماتوصل إليه العلم في مجالات الطب.
- مجلات الرجال وتضم مجلات الرجال مقالات أو قصصًا عن موضوعات كالمغامرات والتَّرويج وأزياء الرجال والرياضة.
- المجلات النسائية وتقدم المجلات النسائية أفكارًا عن مهارات كالطهي، وزخرفة البيوت. وتعالج بعض الدوريات النسائية تربية الطفل، ودور المرأة في المجتمع.[3]
- مجلات خدمات تشمل مجلات الخدمات نصائح متنوعة عن كيفية صنع شيء ما ونصائح طبية وغيرها والاعتماد على النفس. وتشمل هذه الفئة مجلات

وتنتمى المجلات إلى ما يسمى بالدوريات وتنقسم من حيث تاريخ الإصدار إلى:
مجلات يومية أو اسبوعية أو نصف شهرية أو كل اسبوعين أو شهرية أو سنوية أو كل سنتين أو كل 3سنوات أو كل 5 سنوات.
كما توجد مجلات تصدر لفترة محددة، ومجلات أخرى باستمرار بلا انقطاع.
وتتميز الدورية أو المجلة بثلاث خصائص:
1-التتابع: أي أن أعدادها تصدر متلاحقة بصورة منتظمة.
2-الرقم المميز: الذي يتمثل في رقم الإصدار وتاريخ النشر.
3-الاستمرارية: أي تصدر إلى مالا نهاية (ما لم تحدث ظروف قاهرة).
مجلة جمعية الهيئة الصحية الإسلامية

## المجلة في العالم العربي
تطورت المجلات العربية تطورا كبيرا، فأصبحت تطبع على ورق مصقول وأغلبها بالألوان، وتحوي مادة غنية تنافس أرقى المجلات العالمية من حيث التحرير والإخراج والطباعة، وتعددت المجلات، فهناك مجلات للشباب وللأطفال والكبار وللجامعيين والمثقفين وألوان التخصص كافة.

## مجلات عربية
- مجلة العربي التي تصدر في الكويت
- زهرة الخليج
- مجلة ماجد
- مجلة رجال الأعمال
- الفاتح
- مجلة بيم ارابيا
- مجلة سي تاون شاتر